# Julius Ševčík

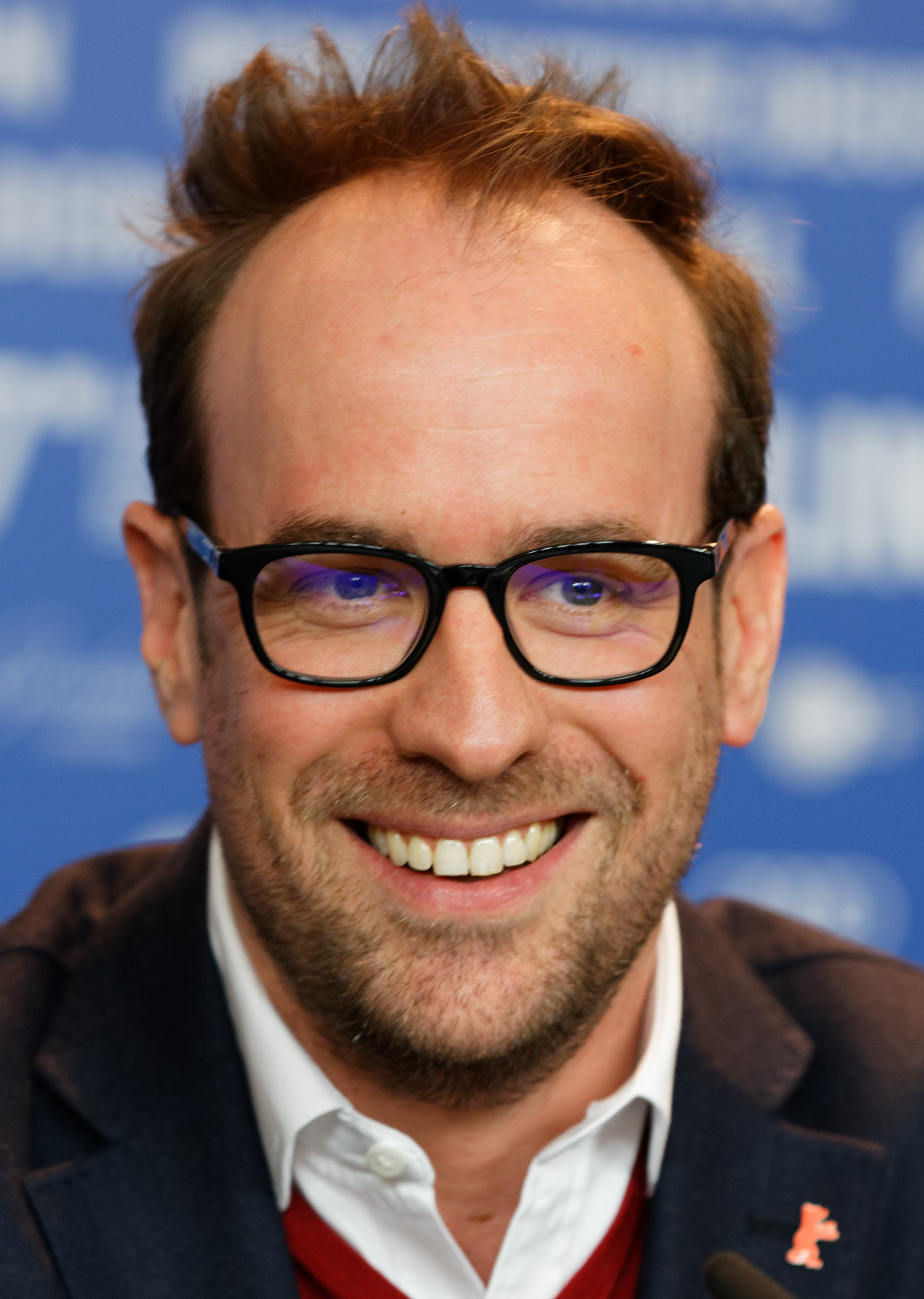
Julius Ševčík bei der Vorstellung des Films Der Verrat von München bei der Berlinale 2017

Julius Ševčík (* 28. Oktober 1978 in Prag) ist ein tschechischer Filmregisseur und Drehbuchautor.

## Leben
Julius Ševčík wurde 1978 in Prag geboren. Er studierte an der New York Film Academy und später an der FAMU in Prag. Sein Studentenfilm 51 kHz wurde auf mehreren Filmfestivals ausgezeichnet. Von 1999 bis 2005 arbeitete er als Regisseur von Werbespots und Kurzfilmen. Sein Abschlussfilm an der FAMU trug den Titel Restart.
Sein Historiendrama Der Verrat von München (Originaltitel Masaryk) stellte er im Februar 2017 auf der Berlinale vor. Dieser Film erhielt 14 Nominierungen für den Tschechischen Löwen, 12 davon erhielt er.
Ševčík lebt in Prag und Los Angeles.

## Filmografie (Auswahl)
- 2003: 51 kHz (Kurzfilm)
- 2005: Restart
- 2009: Normal
- 2016: Der Verrat von München (Masaryk)
- 2019: The Glass Room

## Auszeichnungen (Auswahl)
Český lev
- 2017: Auszeichnung als Bester Film (Der Verrat von München)
- 2017: Auszeichnung für die Beste Regie (Der Verrat von München)
- 2017: Auszeichnung für das Beste Drehbuch (Der Verrat von München)